# Lichenoporidae
Lichenoporidae zijn een familie van mosdiertjes (Bryozoa) uit de orde van de Cyclostomatida.

## Geslachten
- Conocavea Calvet, 1911
- Coronopora Gray, 1848
- Dartevellopora Gordon & Taylor, 2010
- Disporella Gray, 1848
- Doliocoitis Buge & Tillier, 1977
- Domopora d'Orbigny, 1849
- Lichenopora Defrance, 1823
- Patinella Gray, 1848
- Radiopora d'Orbigny, 1849
- Saccocamera Grischenko, Gordon & Melnik, 2018
- Trochiliopora Gregory, 1909

Niet geaccepteerde geslachten:
- Dartevellia Borg, 1944 → Dartevellopora Gordon & Taylor, 2010
- Discoporella Busk, 1875 → Disporella Gray, 1848
- Orosopora Canu & Bassler, 1920 → Disporella Gray, 1848
- Serietubigera d'Orbigny, 1853 → Coronopora Gray, 1848